# Autonome Republik Krim
Denne artikel omhandler den autonome republik i Ukraine. For den ikke-anerkendte republik, se Republikken Krim.
Den Autonome Republik Krim (ukrainsk: Автономна Республіка Крим, tr. Avtonomna Respublika Krym; russisk: Автономная Республика Крым, tr. Avtonomnaja Respublika Krym) var en autonom republik i den sydøstlige del af Ukraine. Det regionale parlament udsendte den 11. marts 2014 en erklæring, der gør republikken uafhængig af Ukraine. Erklæringen er dog ikke anerkendt af nogen stat, men Ukraine har de facto ingen kontrol med området, selvom landet stadig anser den for at være en del af Ukraine. 
Den autonome republik bestod af det meste af halvøen Krim, der er 25.500 km² og har omkring 1,9 mill. indbyggere (2012). Hovedstaden var Simferopol. Den sydvestlige del af halvøen, byen Sevastopol, var ikke en del af den autonome republik, men en selvstyrende enhed i Ukraine. Det primære sprog var russisk, til trods for at ukrainsk var det eneste officielle sprog.

## Fodnoter
1. ↑  Det autonome parlament erklærede sig uafhængigt af Ukraine den 11. marts 2014, erklæringen er ikke anerkendt af nogen stater. Dog har området siden Krimkrisen 2014 de facto været uafhængigt.